# Metaxileno
Meta-xileno é o isômero do xileno (dimetilbenzeno) em que os grupos metilo estão na posição meta, ou seja, é o dimetil-1,3-benzeno.